# Кинешма
Кинешма (на руски: Кинешма) e град в Русия, административен център на Кинешемски район, Ивановска област. Населението на града през 2018 година е 83 300 души.

## Побратимени градове
- Вантаа, Финландия